# Polikaprolakton
Polikaprolakton (PCL) – polimer biodegradowalny, należący do grupy poliestrów alifatycznych, otrzymywany z kaprolaktonu w wyniku polimeryzacji z otwarciem pierścienia:

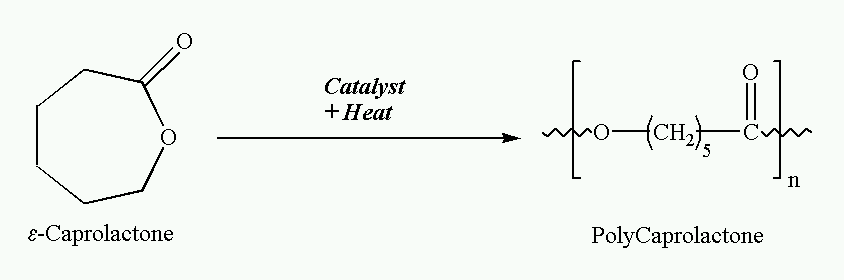
Synteza polikaprolaktonu

Polimer ten łatwo miesza się z wieloma innymi polimerami i dlatego jest stosowany jako plastyfikator zwiększający elastyczność tworzyw sztucznych oraz ich biodegradowalność. Jest także używany w połączeniu ze skrobią do wyrobu utwardzalnego tworzywa, z którego produkowane są jednorazowe talerze czy kubki, które można utylizować przez kompostowanie.
PCL znalazł wiele zastosowań biomedycznych. Dzięki temu, że w organizmie człowieka ulega on stopniowemu, powolnemu rozkładowi na skutek hydrolizy wiązań estrowych, który trwa ok. 2 lat jest on stosowany do produkcji implantów oraz wchłanialnych nici chirurgicznych. Gdy istnieje taka potrzeba jego czas biodegradacji w organizmie można przyspieszać poprzez stosowanie jego kopolimerów polilaktydowych. 